# Перетинаючи Марс
Перетинаючи Марс (англ. «Mars Crossing») — науково-фантастичний роман Джеффрі А. Лендіса про експедицію на Марс, опублікований "Tor Books"  у 2000 році  Роман було номіновано на премію "Неб'юла" та отримав премію "Локус" за найкращий дебютний роману 2001 році.
Герої роману є учасниками третьої експедиції на Марс після невдач попередніх бразильської та американської експедицій. План місії базується на концепції Mars Direct, де паливо виробляється з марсіанської атмосфери; бразильська марсіанська експедиція вибрала полярну посадку.
Книга була випущена видавництвом "Тор букс", підрозділом "Macmillan USA", у твердій обкладинці в грудні 2000 року, а видання Сайнс фікшн клаб було опубліковано в 2001 році. Видання в м’якій обкладинці з’явилося в листопаді 2001 року, а друге видання в м’якій обкладинці — у грудні 2016 року 

## Відгуки
Рецензент журналу «Локус» Джонатан Страхан похвалив книгу як «сильний перший роман», сказавши, що її «справжня сила (...) не так пов’язана з реалістичним зображенням наукової роботи, хоча цього є багато, а більше з (персонажі та драма, з якою вони стикаються). Кьоркус Рев'юс, навпаки, високо оцінили зображення Лендіса «планети, інженерії та епічної подорожі», але вважають, що «мелодраматичний багаж — темне минуле, злі вчинки, зловісні сюжети — просто тягнеться за собою, піднімаючи пил." 
У своєму розширеному есе «Оновлення жорсткої наукової фантастики» Дейвід М. Гасслер порівняв книгу з романом Аллена Стіла «Лабиринт ночі», сказавши, що «в цих романах і місцевість, і засоби її вирішення представляють правдоподібні, дивні, і, отже, трохи кумедні заходи одночасно», і робить висновок, що Лендіс «навіть більше [ніж Стіл] вдається передати відчуття самотнього, відокремленого персонажа (самотнього винахідника, можливо), якого залишили героїчно протистояти холодному всесвіту."

## Дивись також
- Марс у художній літературі